# عمر الکردی
عمر الکردی (عربی: عمر زياد الكردي؛ زادهٔ ۱۹ اکتبر ۱۹۹۲) بازیکن فوتبال اهل لبنان است.
وی همچنین در تیم‌های ملی فوتبال زیر ۲۳ سال لبنان و لبنان بازی کرده‌است.